# Angelika Andrees
Angelika Andrees (* 12. September 1951 als Angelika Kleinert in Ost-Berlin) ist eine deutsche Filmregisseurin.

## Leben und Werk
Angelika Andrees wurde an der Hochschule für Film und Fernsehen Potsdam-Babelsberg zur Regisseurin ausgebildet. Nach Abschluss des Studiums arbeitete sie Ende der 1970er-Jahre als Regie-Assistentin bei der DEFA und war u. a. an der Produktion von Roland Gräfs Spielfilm P.S. beteiligt, dessen Hauptfigur ein Heimkind ist. Parallel drehte Angelika Andrees unter dem Titel Heim ihren ersten eigenen DEFA-Dokumentarfilm über Heimkinder im mecklenburgischen Mentin, der als Vorfilm für P.S. konzipiert war. Der Film wurde noch vor der Fertigstellung verboten. Erst seit 1990 kann das gedrehte Filmmaterial gezeigt werden. Seitdem war der Film auf verschiedenen Filmfestivals zu sehen und war u. a. Teil der Retrospektive der Internationalen Filmfestspiele Berlin 2019.
1980 drehte Andrees einen Kurz-Dokumentarfilm über den Berliner Friedrichstadt-Palast. Anschließend durfte sie nur noch kleine Sujets für die DEFA Kinobox realisieren, den Nachfolger der Wochenschau Der Augenzeuge. Aufgrund der fehlenden beruflichen Perspektive reiste Andrees 1985 aus der DDR aus. Nachdem sie in der BRD zunächst Kurzbeiträge für TV-Magazine realisierte, drehte sie ab den 1990er-Jahren zahlreiche eigene TV-Dokumentationen. Viele davon entstanden in Zusammenarbeit mit Sigurður Grímsson und widmen sich ihrer heutigen Wahlheimat Island.
Unter dem Titel „Angelika Andrees – Der einfühlsame Blick“ präsentierte das Leipziger Dokumentarfilmfestival 2022 eine Matinee, in deren Rahmen Andrees’ Abschlussfilm und mehrere DEFA-Produktionen in Anwesenheit der Regisseurin gezeigt wurden.

## Filmografie (Auswahl)
- 1975: Wanderzirkus (Hochschulfilm)
- 1976: Jacki (Diplomfilm an der Filmhochschule)
- 1978: Heim (unvollendet)
- 1978: P.S. (Regie-Assistenz)
- 1979: Der Baulöwe (Regie-Assistenz)
- 1980: Friedrichstadtpalast
- 1986: Salto Westwärts (TV-Dokumentation)
- 1990: Eric Bass – Ein Magier des Figurentheaters (TV-Dokumentation)
- 1992: Ich will kein Penner sein (TV-Dokumentation)
- 1992: Huren, Bürger, Ordensleute – Eindrücke vom Amsterdamer Drogenstrich (TV-Dokumentation)
- 1993: Heimkinder (TV-Dokumentation)
- 1994: Die Geister Islands (TV-Dokumentation)
- 1997: Kinder in Island (Kurz-Sujets für die Sesamstraße)
- 1999: Freiheit für Willy – Ein Wal kommt nach Hause (TV-Dokumentation)
- 2000: Lokinhamrar – Sein oder nicht sein (TV-Dokumentation)
- 2002: Aschenputtels Traum – Models aus Sibirien (TV-Dokumentation)
- 2003: Islands letzter Einsiedler. Der Schäfer von Lokinhamrar (TV-Dokumentation)
- 2004: Drei Mönche am Polarkreis (TV-Dokumentation)
- 2010: Der verrückte Bauernhof. Klaus und seine 1000 Tiere (TV-Dokumentation)
- 2013: Burkina Faso – Würzburger Stadttheater (nicht veröffentlicht)